# Наукове товариство імені Шевченка у Австралії
Наукове товариство ім. Шевченка в Австралії — науково-культурна громадська організація, діаспорний центр НТШ на Австралійському континенті. Товариство об'єднує учених і приятелів науки австралійських
університетів та інших інституцій, які працюють і постійно оприлюднюють результати своїх досліджень відповідно до власних наукових зацікавлень та традицій української національної науки.

## Історія
Наукове товариство ім. Шевченка в Австралії було створене у 1950 р. у Сіднеї за ініціативою літературознавця, бібліографа, педагога Євгена Пеленського, який і був обраний його головою. Згодом очолювали це товариство педагоги Іван Рибчин і Матвій Ващишин, журналіст Теодосій Ляхович, економісти П. Шулежко й Ігор Гордіїв, єпископ Іван Прашко, зоолог Роман Микитович.
Пізніше осередки НТШ постали в Мельбурні (1964 р.), Аделаїді (1965 р.) і Канберрі (1971 р.). Навколо НТША згуртувалося понад 100 науковців, серед них 14 дійсних членів та 2 члена-кореспонденти НТША. З 1955 р. діяльність діаспорних центрів НТШ координувалася Головною Радою НТШ, яка після приєднання до її діяльності головної краєвої структури Товариства в Україні перейменована у Світову Раду Наукових товариств ім. Шевченка. Її Генеральний секретаріат статутно перенесений назавжди в Україну.
Однак, враховуючи вичерпання наукових сил з середовищ повоєнної, еміграції сьогодні діяльність зосереджується лише у двох містах: Сіднеї та Мельбурні. Однак вказані центри працюють активно і постійно оприлюднюють результати своєї діяльності. Члени організації здійснюють наукову діяльність відповідно до власних наукових зацікавлень та традицій української національної науки.

#### Сучасне керівництво організації
Головою Крайового НТШ Австралії водночас і Мельбурнського осередку є Марко Павлишин, заступником голови — Любомир Лаврівський; головою Сіднейського осередку — Галина Кошарська, секретарем-скарбником — Анна Скоробагата.

## Діяльність
НТШ Австралії співпрацює з Асоціацією україністів Австралії. Товариство є також співорганізатором конференцій, присвячених українській проблематиці. Серед найбільших заходів, проведених за останнє десятиліття, можна назвати конференції на теми «Україна у контексті Іншого» (Університет ім. Монаша, Мельбурн, 7—8 лютого 2003) та «Право, політика, культура й історія в незалежній Україні» (Аделаїдський університет, 19—21 лютого 2009 р.)
НТШ Австралії самостійно та разом з іншими організаціями організовує також загальні форуми громадськості у Сіднеї та Мельбурні. На них виступають з доповідями відомі вчені і діячі української культури. Доповідають як місцеві дослідники, так і гості Австралії (Андрій Заярнюк, Марія Зубрицька, Михайло Комарницький, Галина Кошарська, Марко Павлишин, Сергій Плохій, Микола Рябчук, Остап Середа, Франк Сисин). Деякі засідання форумів присвячені презентації книжок членів Товариства — Євгена Гливи, Любомира Лаврівського, Марка Павлишина.
НТШ у Сіднеї та осередках за традицією поділяється на секції й комісії (в осередках не послідовно). Протягом 60-ти років згуртувало довкола себе понад 100 членів, у тому числі 15 дійсних членів: П. Богацького, І. Гавришкевича, архієпископа С. Гаєвського, І. Гордієва, Є. Завалинського, М. Мандрику, І. Марвана, Р. Микитовича, Д. Нитченка, М. Павлишина, Є.-Ю. Пеленського, єпископа І. Прашка, І. Рибчина, Є. Сенету, П. Шулежка.
НТШ в Австралії належить провідна роль у творенні наукового, а разом з іншими науковими й культурно-освітніми організаціями — і громадсько-культурного життя української еміграції в Австралії.

#### Досягнення
НТШ в Австралії підготувало низку монографічних видань українською й англійською мовами Є.-Ю. Пеленського, С.Радіона, М.Лаврівського, Є.Гливи, М.Павлишина, наук. та науково-популярних розвідок для українських й англомовних періодичних видань; низка досліджень вийшла спільно із крайовими НТШ з інших країн («Записки НТШ», т.187, 193—194, 197—198; «Український архів» — понад 10 т.; «Хроніка НТШ» — ч.77, 79—80); НТШ в Австралії — ініціатор видання матеріалів Ювілейного наукового конгресу з відзначення 100-річчя НТШ (1973), також (із культурно-освітніми організаціями Австралії) таких праць, як «Українці в Австралії» (т.1, 1966; т.2, 1998 — обидва в серії «Бібліотека українознавства»); «Історія українського поселення в Австралії»" (1990), «Українці в Австралії: Енциклопедичний словник» (2001).
У період з 2006 по 2011 рік видано близько 90 наукових, науково-популярних і редакційних праць членів НТШ Австралії та Асоціації україністів Австралії. Серед них монографії:
- Глива Євген. Вступ до психотерапії.— Острог: Вид-во НаУ «Острозька Академія», 2004;
- Глива Євген. Онтологічний образ людини в творчості Григорія Сковороди.— К: КММ, 2006
- Michael Lawriwsky. Hard Jacka: The Story of a Gallipoli Legend.— Chatswood: Mira Book, 2007
- Павлишин Марко. Ольга Кобилянська: Прочитання.— Харків: Акта, 2008.— 360 с..

Крім того, члени НТШ є авторами розділів різних наукових збірників, статей у періодичних виданнях, беруть участь у редагуванні інших видань та інших типах публікацій.

## Голови
- Євген Пеленський
- Іван Рибчин
- Матвій Ващишин
- Теодосій Ляхович
- Павло Шулежко
- Ігор Гордіїв
- Іван Прашко
- Роман Микитович
- Марко Павлишин